# المرأة في ألمانيا
تغيرت أدوار المرأة الألمانية على مر التاريخ، وخصوصا خلال العقود القليلة الماضية، وخلالها ثقافة شهدت تغيرا سريعا.

## السياق التاريخي

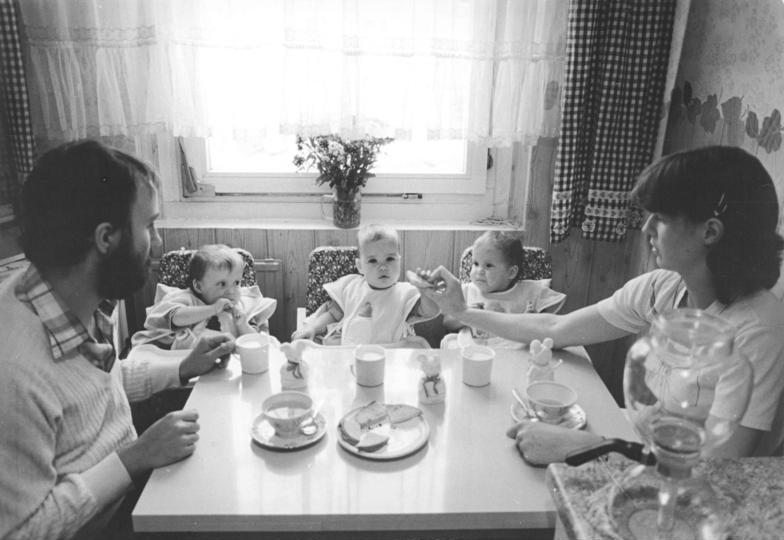
امرأة وزوجها، سواء طلبة الطب، وثلاثة توائم هم في ألمانيا الشرقية (GDR) في عام 1984. شجع GDR الولادات لدى النساء المتعلمات.

وكثيرا ما وصف الدور التقليدي للمرأة في المجتمع الألماني من قبل ما يسمى «أربعة كاي» في اللغة الألمانية، وهي كيندر (الأطفال)، Kirche (الكنيسة)، المطبخ (المطبخ)، وKleider (الملابس)، مشيرا إلى أن من كان واجب فقط لاتخاذ أساسا رعاية إنجاب الأطفال وتنشئتهم، وحضور الأنشطة الدينية والطبخ وتقديم الطعام، والتعامل مع الملابس والأزياء. ومع ذلك، تغيرت أدوارهم خلال القرن ال20. بعد تحقيق الحق في التصويت في السياسة الألمانية في عام 1919، بدأت المرأة الألمانية على القيام بأدوار نشطة في تولي مناصب به عادة إلا من قبل الرجال الألمان. بعد نهاية الحرب العالمية الثانية، فإنها وصفت باعتبارها Trümmerfrauen أو «نساء من تحت الأنقاض» لأنها أخذت عناية من «الجرحى ودفن الموتى، ومتعلقات إنقاذه»، وأنهم شاركوا في «مهمة صعبة في إعادة بناء بالحرب مزقتها ألمانيا ببساطة عن طريق ازالة» تحت الأنقاض وركام الحرب.

## الزواجوقانون الأسرة
قانون الأسرة في ألمانيا الغربية، وكان حتى وقت قريب، تعيين المرأة دورا ثانويا بالنسبة لأزواجهن. إلا أنه في عام 1977 أن التغييرات التشريعية تنص على المساواة بين الجنسين في الزواج. في ألمانيا الشرقية ومع ذلك، كانت المرأة المزيد من الحقوق، وتم تشجيعها على المشاركة في القوى العاملة.
في عام 1977، خضع قانون الطلاق في ألمانيا الغربية تغييرات كبيرة، والانتقال من نظام الطلاق خطأ يستند إلى نظام الطلاق الذي هو في المقام الأول أي خطأ. هذه الأنظمة الطلاق الجديدة، والتي لا تزال سارية اليوم في جميع أنحاء ألمانيا، تنص على أن الطلاق لا يتحمل مسؤوليتها ويمكن الحصول على أرض الواقع من سنة واحدة من الانفصال الفعلي إذا كان كلا الزوجين الموافقة، وثلاث سنوات من الانفصال الفعلي إذا واحد فقط يوافق الزوج. وهناك أيضا شرط ل«الطلاق السريع» التي يمكن الحصول عليها عند الطلب من قبل أحد الزوجين، بدون فترة الانفصال اللازمة، في الحالات التي ثبت في المحكمة أن استمرار الزواج من شأنه أن يشكل مشقة غير معقولة صاحب الالتماس المناسب لأسباب تتعلق سلوك الزوج الآخر. هذا الإعفاء يتطلب ظروف استثنائية وتحليلها على أساس كل حالة على حدة.
في السنوات الأخيرة، في ألمانيا، كما هو الحال في دول غربية أخرى، كانت هناك زيادة سريعة في المعاشرة خارج نطاق الزواج والولادات خارج إطار الزواج. اعتبارا من عام 2013، كانت 34.8٪ من الولادات في ألمانيا للنساء غير المتزوجات. هناك، ومع ذلك، اختلافات ملحوظة بين مناطق ألمانيا الغربية سابقا وألمانيا الشرقية. كبير يولد المزيد من الأطفال خارج إطار الزواج في ألمانيا الشرقية من في غرب ألمانيا: في عام 2009، في شرق ألمانيا أن 61٪ من الولادات للمرأة غير المتزوجة، في حين أن 27٪ فقط وكانت في غرب ألمانيا.
في وجهات النظر حول تقرير المصير الجنسي، حيث صلته الزواج، تغيرت أيضا: على سبيل المثال حتى كان 1969 الزنا كانت جريمة جنائية في غرب ألمانيا.انها فقط في عام 1997، مع ذلك، أن ألمانيا إزالة إعفائها الزوجية شكل قانون الاغتصاب لها، كونها واحدة من اخر الدول الغربية للقيام بذلك، بعد معركة سياسية طويلة والتي بدأت في عقد السبعينات.

## الحياة المهنية
بينما تم تشجيع النساء في ألمانيا الشرقية إلى المشاركة في القوى العاملة، لم يكن هذا هو الحال في ألمانيا الغربية، حيث كان من المفهوم الدور الأساسي للمرأة أن تكون في المنزل، ورعاية أسرتها. في السنوات الأخيرة، والمزيد من النساء يعملن مقابل أجر. مشكلة واحدة أن المرأة يجب أن نواجهها هي أن الأمهات الذين لديهم أطفال صغار وترغب في ممارسة مهنة قد تواجه النقد الاجتماعي. في عام 2014، وافق الائتلاف الحاكم لفرض النساء نسبة 30٪ للمناصب الإشرافية المجلس اعتبارا من عام 2016 فصاعدا.

## الصحة الإنجابية والخصوبة
معدل وفيات الأمهات في ألمانيا 7 وفيات / 100,000 ولادة حية (اعتبارا من 2010). معدل فيروس نقص المناعة البشرية / الإيدز هو 0.1% من البالغين (الذين تتراوح أعمارهم بين 15-49) - تقديرات عام 2009. معدل الخصوبة الكلي (TFR) في ألمانيا هو 1.43 الأطفال المولودين/امرأة (تقديرات عام 2014)، وهو واحد من أدنى المعدلات في العالم.
الإجهاض في ألمانيا القانوني خلال الأشهر الثلاثة الأولى على حالة تقديم المشورة الإلزامية، وبعد ذلك في فترة الحمل في حالات الضرورة الطبية. في كلتا الحالتين هناك فترة انتظار لمدة 3 أيام.
وكلفت التربية الجنسية في المدارس من قبل القانون. في وقت لاحق، رفضت المحكمة الدستورية الألمانية في عام 2011 والمحكمة الأوروبية لحقوق الإنسان شكاوى من العديد من الآباء والأمهات المعمدانية ضد الإلزامي التربية الجنسية في المدارس الألمانية.